# Зумрад (джамоат)
Зумрад, или Зумрадский джамоат (до 2021 г. – джамоат Шахрак, тадж. Ҷамоати деҳоти Зумрад) — сельская община (джамоат) в Исфаринском районе Согдийской области Республики Таджикистан.
Имеется 1 поликлиника (в Мохпари) и 4 медпункта (в кишлаках Чордех, Зумрадшох, Калачамазор, Шахрак). Также имеется 5 средних школ и 4 детских сада.

## Население
Население (2006 год) — 15 538 человек (женщин — 7644, мужчин – 7894) в 3010 домохозяйствах. Национальный состав (2006 год): таджиков — 11888 или 76,5%, киргизов — 3600 или 23,2%, других – 150 или 0,3%.
| Сол             | 2006   | 2015   | 2017   |
| Население, чел. | 15 538 | 16 555 | 16 717 |

## География и климат
Поселок расположен в предгорьях Туркестанского хребта в Ферганской долине на стыке двух соседних государств — Узбекистана и Киргизии. Расстояние от центра джамоата до центра района (город Исфара) 1 километр. Климат сухой континентальный, большинство земель обрабатываются поливным способом из-за полупустынного климата.
Площадь – 22,31 км².

## Населённые пункты
| № | Населённый пункт | Прежние названия | Тип населённого пункта | Население. |
| - | ---------------- | ---------------- | ---------------------- | ---------- |
| 1 | Зумрадшох        | Даханакул        | село                   | 2674       |
| 2 | Калачаи-Мазор    | 1 мая            | село                   | 2998       |
| 3 | Мохпари          | Матпари          | село                   | 4019       |
| 4 | Чордех           | Чоркишлак        | село                   | 4016       |
| 5 | Шахрак           |                  | село, адм. центр       | 3010       |

## История
30 октября 1948 года кишлачный совет Калача-мазар был ликвидирован, а его территория включена в состав Шахракского кишлачного совета.
16 октября 1950 года был ликвидирован к/с Ханабад, а его территория была включена в состав кишлачного совета Шахрак.
2 сентября 1955 года за счет разукрепления к/с Шахрак был образованы 2 к/с: Наугилем с центром в кишлаке Гумбази, в который вошли села Зархок, Киргиз-кишлак, Придевак, Наркузи, Балат, Араб-Кишлак, Ханабад, Кизыл-пилал, Шуртанг, Афтобруй, Кушдевал, Наугилем и часть кишлака Шахрак; и к/с Шахрак с центром в селе Калача дукчи, в который вошли Чоркишлак, Зумратшо, Калача-мазар, Матпари и часть кишлака Шахрак, а также кишлаки Сурх, Найман, Карабак кишлачного совета Чорку.
16 марта 1959 года все кишлачные и поселковые советы района Исфара, в том числе кишлачный совет Шахрак были подчинены городскому совету Исфара.
5 января 1965 года в Канибадамском районе был образован кишлачный совет Сурх, в который из к/с Шахрак были переданы кишлаки Зумратшох, Найман, Чоркишлак и Сурх.
6 января 1965 года Указом Президиума Верховного Совета Таджикской ССР в Исфаринском районе были образованы кишлачные советы Ворух, Кулькент, Наугилем, Сурх, Ханабад, Чильгази, Чорку и Шахрак.
14 августа 1965 года Указом Президиума Верховного Совета Таджикской ССР была изменена граница между кишлачными советами Шахрак и Сурх, кишлаки Зумратшох и Чоркишлак были переданы из к/с Сурх в к/с Шахрак.
Указом Хукумата и Маджлиси Милли Маджлиси Оли РТ 21 июня 2021 года джамоат Шахрак был переименован в джамоат Зумрад, а также село Чоркишлак — в Чордех, село Матпари — в Мохпари.